# Ferrovia Ferrara-Codigoro
La ferrovia Ferrara-Codigoro è una linea ferroviaria di proprietà regionale che collega Ferrara a Codigoro.
La linea è di competenza di Ferrovie Emilia Romagna (FER), che nel 2002 l'ha ereditata dalla Gestione governativa Ferrovie Padane.

## Storia

### La linea tranviaria (1901-1932)
La Ferrara-Codigoro nacque inizialmente come tranvia a vapore con scartamento di 950 mm. La sua costruzione ed esercizio furono affidati con regio decreto 8 marzo 1900, n. 109 alla Società Anonima delle Tramvie Ferraresi, che la inaugurò il 16 gennaio 1901 e avviò l'esercizio il giorno seguente.
Nel giugno 1907 la medesima società assunse il nome di Società Anonima delle Ferrovie e Tramvie Padane (FTP), con sede a Milano; essa si vide altresì concessa la costruzione e l'esercizio della diramazione Ostellato-Magnavacca (dal 1917 ribattezzata Porto Garibaldi), affidata con regio decreto n° 779 del 29 agosto 1908 e la cui apertura all'esercizio avvenne il 15 luglio 1911.
A metà degli anni 1920, la FTP chiese di poter convertire la linea a ferrovia a scartamento normale.

### La linea ferroviaria
La concessione ferroviaria fu ottenuta dalla FTP con regio decreto 25 febbraio 1926, n. 492. L'inaugurazione della nuova linea ferroviaria avvenne il 28 ottobre 1931, mentre l'esercizio fu avviato il 10 gennaio 1932, all'indomani della cessazione definitiva del servizio tranviario. All'epoca, la linea, a scartamento standard, misurava 52,187 km ed era armata con rotaie da 27,3 kg/m.
Il materiale rotabile utilizzato nei primi anni proveniva in parte dalla ferrovia Fano-Fermignano, anch'essa gestita dalla FTP, ed era in parte noleggiato dalle Ferrovie dello Stato. Nel 1933 anche il restante materiale rotabile della Fano-Fermignano, soppressa il 31 dicembre 1932, venne trasferito a Ferrara. Nello stesso anno, la società genovese Attilio Bagnara completò la fornitura di carri e carrozze: il parco rotabili arrivò così a comprendere 4 locomotive a vapore da 350 cavalli, 14 vetture passeggeri (8 a due assi e 6 a carrelli) e un centinaio di carri merci.
Il 30 maggio 1933 terminò l'attività della linea da parte della FTP, entrata in procedura fallimentare. La concessione e l'esercizio furono rilevati il 6 giugno 1933 da parte della Gestione Commissariale Governativa Ferrovie Padane (GGFP).
La GGFP rinnovò gli impianti, ampliando, nel 1937 e nel 1938, il deposito e l'officina della stazione di Ferrara Porta Reno. Provvide inoltre alla chiusura di tutti i passaggi a livello della linea e alla sistemazione planimetria e altimetrica dei raccordi parabolici nelle curve e alla picchettazione delle stesse, per garantire la conservazione del tracciato.
La GGFP effettuò inoltre un rinnovamento del materiale rotabile procedendo, tra le altre cose, all'introduzione di locomotive a trazione diesel, che avvenne a partire dal 1939. La trazione a vapore rimase riservata al trasporto delle merci e per alcuni treni viaggiatori particolarmente affollati. Per ospitare le automotrici ("Littorine") fu costruita una nuova rimessa ed officina presso Ferrara Porta Reno e venne ampliata la rimessa di Codigoro.

### Dalla devastazione bellica alla fine del XX secolo
La linea ferroviaria subì ingenti danni durante la seconda guerra mondiale: i fabbricati viaggiatori di Ferrara Porta Reno, Cona e Tresigallo-Correggi furono distrutti, il piazzale di Ferrara Porta Reno fu devastato e il ponte girevole sul Po di Volano a Codigoro fu distrutto, come pure i ponti Primaro, Sant'Antonino e Terravalle. Il servizio merci fu sospeso il 13 gennaio 1945 e, dal 4 febbraio successivo, anche il servizio viaggiatori fu interrotto; la linea rimase a disposizione per i soli trasporti dell'autorità militare tedesca, che il 19 febbraio 1945 requisì tutto il materiale rotabile.
Il servizio viaggiatori riprese il 1º gennaio 1946 tra Ferrara Porta Reno e il capolinea provvisorio di Codigoro Darsena. In seguito, l'11 marzo 1946 fu ripristinato il tratto fino alla stazione di Ferrara FS; il 14 marzo riprese il servizio merci; infine, il 27 luglio fu ripristinato il ponte girevole sul Po di Volano, consentendo di abbandonare l'attestamento provvisorio a Codigoro Darsena e di raggiungere nuovamente il capolinea di Codigoro.
Dal 1948 al 1952, la GGFP attuò un collegamento ferroviario sperimentale da Codigoro a Modena, via Ferrara-Cento, in collaborazione con la Società Veneta. Al contempo, i collegamenti tra Ferrara e Codigoro passarono dalle 5 coppie giornaliere del 1947 alle 9 coppie del 1960. Negli stessi anni la trazione a vapore fu gradualmente eliminata anche dai servizi merci, grazie all'acquisto dalle FS di tre locomotrici diesel OM tipo Ln 372, denominate Tobruk, in quanto originariamente destinate alla Libia italiana.
Il 15 ottobre 1961 fu inaugurato il collegamento ferroviario diretto Codigoro-Ferrara-Bologna Centrale, servito quotidianamente da due coppie di corse. Tre automotrici di tipo ALn 773 entrarono in servizio nel 1962, mentre due rimorchiate semipilota Ln 779 entrarono in servizio nel 1966. Con l'impiego del nuovo materiale rotabile, il numero di coppie giornaliere di treni tra Codigoro e Bologna passò dapprima a tre, poi (dal 16 febbraio 1970) a quattro, per rimanere poi invariato almeno fino al 1984.
Tra il 1972 e il 1977 entrarono in servizio due automotrici ALn 668 e sei rimorchiate semipilota Ln 880.
Il 3 febbraio 1975 fu istituita una coppia feriale di treni Codigoro-Ferrara-Padova, che dal 22 maggio 1977 fu limitata a Monselice. Inoltre, durante l'estate del 1976 le Ferrovie dello Stato, in collaborazione con la GGFP e la Ferrovia Suzzara-Ferrara (FSF), attuarono un collegamento ferroviario diretto da Milano Centrale a Codigoro, via Codogno, Cremona, Mantova, Suzzara e Ferrara, svolto da una coppia giornaliera di treni.
A inizio anni 1980 la GGFP avviò i lavori di rinnovo della massicciata, dei binari e degli impianti di segnalamento, oltre che di automazione dei passaggi a livello. Nel 1984 entrarono inoltre in servizio due nuove automotrici ALn 668, due rimorchiate semipilota Ln 880 e due locomotive diesel-idrauliche DB-220 da 2000 cv.

### Il XXI secolo
Tra il 2000 e il 2003 si realizzò la diramazione Portomaggiore-Dogato, lunga circa 13 chilometri, che avrebbe collegato la stazione di Dogato alla linea Bologna-Portomaggiore, gestita prima dalla "gestione commissariale governativa della Ferrovia Bologna-Portomaggiore" (FBP) e in seguito dalla stessa FER. A marzo 2012 la linea risultava quasi completata, con i binari che si interrompevano a un chilometro dalla stazione di Portomaggiore; quest'ultimo impianto, di competenza di Rete Ferroviaria Italiana in quanto posto sulla Ferrara-Rimini, necessitava di essere adeguato all'accoglimento del binario, ma i lavori non erano stati ancora effettuati a causa di un mancato accordo fra l'azienda statale e quella emiliana.
Nel 2002, la Ferrovie Padane confluì nella Ferrovie Emilia Romagna che da quell'anno assunsero la gestione della linea.

Progetto della cosiddetta "metropolitana di superficie"

Nei primi anni 2000 furono avviati alcuni lavori di riqualificazione tra Ferrara e Quartesana nell'ambito della cosiddetta metropolitana di superficie, un collegamento urbano promosso dal comune di Ferrara con l'obiettivo di realizzare un collegamento con il nuovo ospedale di Cona mitigando nel contempo l'inquinamento acustico nella tratta cittadina ed eliminando i passaggi a livello per unire due quartieri della città.
Nell'ambito di tali lavori, nel febbraio 2011 furono chiuse la fermata di Ferrara Aleotti e la stazione di Ferrara Porta Reno, soppresso il Deposito locomotive di Ferrara Porta Reno e aperti i cantieri per l'interramento della tratta ferroviaria linea RFI per Rimini destinata a diventare comune alla Ferrara-Codigoro stessa. Contestualmente fu attivato il "Bivio Rivana", posto nei pressi della dismessa stazione, e il traffico della linea RFI fu deviato sulla linea FER tra questa località ferroviaria e lo scalo di Ferrara, in attesa della conclusione dei lavori.
Nel 2012, la società Trasporto Passeggeri Emilia-Romagna (TPER) assunse la gestione del servizio passeggeri, mentre FER ha mantenuto quella dell'infrastruttura. L'8 maggio dello stesso anno, in seguito alla realizzazione di una variante di tracciato e alla contestuale dismissione del vecchio tracciato, venne aperta la fermata di Ferrara Cona Ospedale, a servizio del vicino ospedale.
Nel febbraio 2013 i lavori di riqualificazione furono parzialmente sospesi in attesa delle autorizzazioni alle varianti resesi necessarie per adeguare le opere di interramento alle norme antisismiche e sulla sicurezza delle gallerie ferroviarie emanate successivamente alla redazione del progetto esecutivo, in seguito al terremoto dell'Emilia del 2012. Sempre nel 2013 venne attivata, il 23 settembre, la variante di tracciato presso Migliarino vista la richiesta regionale di creare un canale navigale per imbarcazioni fino a 15 T, è stato costruito un nuovo ponte sul canale Navigabile.
Il 15 dicembre 2013 fu attivata la fermata di Ferrara Via Boschetto, situata tra la stazione di Ferrara e la fermata di Città del Ragazzo, mentre nel 2016 è stata attivata la diramazione Portomaggiore-Dogato, che tuttavia è stata chiusa il 18 giugno 2017.
Il 1º gennaio 2020, Trenitalia Tper è subentrata a TPER nella gestione dell'esercizio ferroviario.

## Caratteristiche
La ferrovia è dotata di binario singolo a scartamento ordinario di 1435 mm. La linea non è elettrificata; la trazione, inizialmente a vapore, fu affiancata e quindi sostituita da quella Diesel.
I primi 3,3 km di linea, da Ferrara a Bivio Rivana, sono comuni con la ferrovia Ferrara-Rimini di RFI e sono elettrificati a 3 kV in corrente continua.

### Percorso
| Unknown route-map component "exCONTg" |

| Unknown route-map component "CONTgq" | Unknown route-map component "xABZg+r" |  |

| Station on track |

| Unknown route-map component "KDSTaq" | Unknown route-map component "ABZgr" |  |

|  | Straight track | Unknown route-map component "exKINTa" |

|  |  | Unknown route-map component "eABZgl" | Unknown route-map component "exABZql" | Unknown route-map component "exKINTeq" |

|  |  | Unknown route-map component "mKRZo" | Urban transverse track | Unknown route-map component "uddHSTRg" |

| Unknown route-map component "CONTgq" | Unknown route-map component "exLSTR+r" + Transverse track | Unknown route-map component "ABZgr" |  |  |

| Unknown route-map component "CONTgq" | Unknown route-map component "exLSTR" + Unknown route-map component "lMKRZu" + Transverse track + Unknown route-map component "exSTRc2" | Unknown route-map component "ABZrx3" + Straight track |  |  |

| Unknown route-map component "exLSTR" + Unknown route-map component "exSTR+1" | Straight track + Unknown route-map component "exSTRc4" |  |

| Unknown route-map component "exSTR" | Unknown route-map component "eHST" |  |

| Unknown route-map component "exSTR" | Unknown route-map component "eBHF" |  |

| Unknown route-map component "exSTR" + Unknown route-map component "KSTRa~L" + Unknown route-map component "lDST~L" | Straight track + Unknown route-map component "KSTRa~R" + Unknown route-map component "lDST~R" |  |

| Unknown route-map component "exSTR" + Unknown route-map component "BS2c1" | Unknown route-map component "SHI2g+r" |  |

| Unknown route-map component "exLKRWl" + Unknown route-map component "exSTR" + Unknown route-map component "KRW+l" | Unknown route-map component "exLKRW+r" + Unknown route-map component "KRWgr" |  |

| Unknown route-map component "CONTgq" | One way rightward | Straight track |  |  |

| Unknown route-map component "hKRZWae" |

| Unknown route-map component "HSTeBHF" |

| Unknown route-map component "eHST" |

| Station on track |

|  | Unknown route-map component "eKRWgl" | Unknown route-map component "exKRW+r" |

|  | Stop on track | Unknown route-map component "exSTR" |

|  | Unknown route-map component "eKRWg+l" | Unknown route-map component "exKRWr" |

| Unknown route-map component "HSTeBHF" |

| 11+475 |
| 11+349 |

| Unknown route-map component "exKINTaq" | Unknown route-map component "eABZg+r" |  |

| Station on track |

| Station on track |

| Unknown route-map component "hKRZWae" |

| Unknown route-map component "HSTeBHF" |

| Unknown route-map component "hKRZWae" |

| Unknown route-map component "hKRZWae" |

| Unknown route-map component "HSTeBHF" |

| Unknown route-map component "exCONTgq" | Unknown route-map component "eABZg+r" |  |

| Station on track |

| Unknown route-map component "hKRZWae" |

|  | Unknown route-map component "emABZg+l" | Unknown route-map component "uexCONTfq" |

|  | Unknown route-map component "HSTeBHF" |

|  | Unknown route-map component "emABZgl" | Unknown route-map component "uexCONTfq" |

| Unknown route-map component "uexCONTgq" | Unknown route-map component "emABZgr" |  |

| Station on track |

| Unknown route-map component "eSPLa" |

| Transverse water + Unknown route-map component "exvBRÜCKE1-" + Unknown route-map component "v-BRÜCKE1" |

| Unknown route-map component "eSPLe" |

| Stop on track |

|  | Unknown route-map component "eABZgl" | Unknown route-map component "exKINTeq" |

| Unknown route-map component "HSTeBHF" |

| Unknown route-map component "exKINTaq" | Unknown route-map component "eABZg+r" |  |

| Station on track |

| Unknown route-map component "eBHF" |

| Unknown route-map component "eDBK" |

| Unknown route-map component "KBHFxe" |

|  | Unknown route-map component "exABZgl" | Unknown route-map component "exKDSTeq" |

| Unknown route-map component "exSPLa" |

| Unknown route-map component "exv-STR" + Unknown route-map component "exvKSTRe-" + Unknown route-map component "exlvINT-" |

| Unknown route-map component "exv-KSTRe" + Unknown route-map component "exlv-INT" |

Da Ferrara a Ostellato la linea segue un andamento in direzione est-sudest; in seguito curva decisamente verso nordest, affiancando il Po di Volano e oltrepassandolo infine in ingresso a Codigoro.
Nel tratto da Ferrara a Ostellato la ferrovia è prevalentemente rettilinea, con poche curve e tutte di grande raggio. Da Ostellato il percorso diventa più tortuoso, con curve di raggio fino a 250-300 metri.
Tra Migliarino e Valcesura, la ferrovia sovrappassa il Canale Navigabile (parte dell'Idrovia Ferrara-Ravenna) con un nuovo ponte in travata di ferro, predisposto per essere eventualmente reso girevole. A Codigoro la linea scavalca il Po di Volano con un ponte girevole ferroviario, l'unica struttura di questo tipo esistente in Italia.
Presso Dogato la ferrovia interseca la Strada statale 495 di Codigoro, che poi sottopassa nuovamente (due volte) a Migliarino.
La stazione di Dogato è capolinea della ferrovia Portomaggiore-Dogato, in sospensione d'esercizio dal giugno 2017.
La linea prosegue oltre la stazione terminale di Codigoro come raccordo, lungo circa 6 km, fino alla zona industriale di Pomposa. Al 2022, il raccordo è in sospensione d'esercizio.
L'andamento planimetrico del tracciato è pianeggiante, con una pendenza massima del 6,5 per mille tra Massa Fiscaglia e Codigoro.

### Materiale rotabile
Per la dotazione originaria della linea venne acquisito un parco di carri e carrozze realizzato dalle Officine Bagnara in sostituzione di quello, vetusto, in servizio sulla precedente tranvia.

#### Trazione a vapore
- Locomotiva FS Gruppo 851;
- Locomotive FP 41 ÷ 44 (provenienti dalla Fano-Fermignano)[28].

#### Trazione diesel
- Locomotiva FP Ln.372 (proveniente dalle Ferrovie dello Stato);
- Locomotiva FP 220 (proveniente dalla Deutsche Bundesbahn);
- Automotrice FP ALn 72;
- Automotrice ALn 773;
- Automotrice ALn 668;
- Autotreno Pesa ATR 220.

### Raccordi merci
Al 1984 risultavano attivi tre raccordi industriali: della Cooperativa Deltafrutta (a Massa Fiscaglia), della Cooperativa Ortofrutticola Cona (a Quartesana) e della Agip-Liquigas (in linea, al km 5+980). Inoltre, lo stabilimento Fox-Bompani, con propri carrelli stradali, prelevava e consegnava i carri direttamente alla stazione di Ostellato. Risultava invece cessato, da pochi anni, il trasporto merci da parte degli zuccherifici di Migliarino e Codigoro, in seguito alla loro chiusura.